# جفرسون مافیت
جفرسون مافیت (انگلیسی: Jefferson Moffitt؛ ‏ ۱۷ دسامبر ۱۸۸۷ – ۸ آوریل ۱۹۵۴) فیلم‌نامه‌نویس و کارگردان فیلم اهل ایالات متحده آمریکا بود.
از فیلم‌هایی که وی در آن‌ها نقش داشته‌است، می‌توان به بانی اسکاتلند و دیوانه بازیگری اشاره نمود.